# Чемериська сільська рада (Брагінський район)
Чемериська сільська рада (біл. Чамярыскі сельсавет) — адміністративно-територіальна одиниця в складі Брагінського району розташована в Гомельській області Білорусі. Адміністративний центр — Чемериси.
Чемериська сільська рада розташована на південному сході Білорусі, в південній частині Гомельської області. Частина території сільради є забруднена внаслідок Чорнобильської катастрофи.
До складу сільради входять такі населені пункти:
- Чемериси
- Садовий
- Грушне
- Савичі
- Двір Савичі
- Нові Храковичі
- Старі Храковичі
- Нова Гребля
- Просмичі
- Братський
- Ленінський
- Калінінський